# EC 1.21.3
La EC 1.21.3 è una sotto-sottoclasse della classificazione EC relativa agli enzimi. Si tratta di una sottoclasse delle ossidoreduttasi che include enzimi che agiscono su composti X-H e Y-H a formare un legame X-Y, utilizzando ossigeno come accettore di elettroni.

## Enzimi appartenenti alla sotto-sottoclasse
| numero EC   | nome accettato                                   |
| ----------- | ------------------------------------------------ |
| EC 1.21.3.1 | isopenicillina-N sintasi                         |
| EC 1.21.3.2 | columbammina ossidasi                            |
| EC 1.21.3.3 | reticulina ossidasi                              |
| EC 1.21.3.4 | sulocrina ossidasi (forma (+)-bisdeclorogeodina) |
| EC 1.21.3.5 | sulocrina ossidasi (forma (-)-bisdeclorogeodina) |
| EC 1.21.3.6 | aureusidina sintasi                              |